# Neoseiulus vanderlindei
Neoseiulus vanderlindei är en spindeldjursart som först beskrevs av van der Merwe 1965.  Neoseiulus vanderlindei ingår i släktet Neoseiulus och familjen Phytoseiidae. Inga underarter finns listade i Catalogue of Life.